# Дол при Лашкем
Дол при Лашкем (словен. Dol pri Laškem) је насељено место у општини Лашко, Савињска регија, Словенија.

## Историја
До територијалне реорганизације у Словенији био је у саставу старе општине Лашко.

## Становништво
У попису становништва из 2011. године, Дол при Лашкем је имао 32 становника.
| Број становника према пописима | Број становника према пописима | Број становника према пописима |
| ------------------------------ | ------------------------------ | ------------------------------ |
| 1991                           | 2002                           | 2011                           |
| 34                             | 36                             | 32                             |

Напомена: Године 1952. увећано за насеље Планинца које је укинуто.